# Гуменюк, Алла Николаевна
Алла Николаевна Гуменюк (род. 1 декабря 1952 года, Омск, РСФСР, СССР) — советский и российский искусствовед, член-корреспондент РАХ (2023).

## Биография
```
Искусствовед
```

Родилась 1 декабря 1952 года в Омске, где живёт и работает.
В 1975 году — окончила факультет промышленного и гражданского строительства Сибирского автодорожного института имени В. В. Куйбышева в Омске.
В 1989 году — окончила факультет теории и истории искусств Ленинградского академического института живописи, скульптуры и архитектуры имени И. Е. Репина, в 1994 году — окончила аспирантуру там же.
С 1975 по 1981 годы — сотрудник архитектурного отдела проектного института в Омске (проектирование административно-общественных и промышленных зданий для городов Сибири и Дальнего Востока).
С 1991 по 1999 годы — участник работы над проектами объектов реставрации в институте «Омсмразданпроект».
С 1981 года — научный сотрудник, с 1996 по 2004 годы — заместитель директора по научной работе Омского музея изобразительных искусств имени М. А. Врубеля, одна из основателей фонда архитектурной графики XX века музея.
С 1995 года — член Ассоциации искусствоведов (АИС), с 1996 года — член Союза архитекторов России, с 2010 года — член Союза художников России.
В 2002 году — защитила кандидатскую диссертацию в области искусствоведения, тема: «Архитектура Омска XIX — начала XX веков».
С 2005 по 2007 годы — заместитель министра культуры правительства Омской области.
С 2007 года — профессор, заведующая кафедрой «Дизайн» художественно-технологического факультета Института дизайна, экономики и сервиса Омского государственного технического университета.
В 2009 году — присвоено учёное звание доцента, а в 2018 году — учёное звание профессора.
В 2018 году — избрана почётным членом, в 2023 году — избрана членом-корреспондентом Российской академии художеств от Отделения искусствознания и художественной критики.

## Творческая деятельность
Область научных интересов: отечественная архитектура XIX — начала XXI века, современное искусство сибирского региона.
Активное участие и содействие в создании в музее имени М. А. Врубеля и введение в научный оборот коллекции произведений (графика, дизайн, текстиль) ученика К. Малевича Виктора Молла. Участник и организатор научных конференций, в том числе Всероссийских научных конференций «Декабрьские диалоги» (с 1996), «Теоретические и прикладные исследования в области архитектуры, искусства, дизайна и медиатехнологий» (2012) и др.
Куратор архитектурных проектов, выставок, в том числе выставочных проектов в рамках федеральных программ: «Золотая карта России» в Государственной Третьяковской галерее (Москва, 2004); "Прорастая Сибирью программы «Россия» в Государственном Русском музее (2004, 2005, 2008).
Куратор реконструкции зданий театров «Арлекин» (Омск, 2005—2006), Северного театра им М. Ульянова (Тара, Омская область, 2005—2006), регионального проекта «Год Врубеля в Омске» (2006), возведения в Омске памятника М. А. Врубелю (2006), фестивалей «Золотая маска», «Молодые театры России» (Тара, Омская область, 2005—2007).
Автор более 170 публикаций: альбомов-каталогов по классическим музейным коллекциям, научных монографий по архитектуре дореволюционного Омска, альбомов-монографий, буклетов и статей по творчеству современных сибирских художников, в том числе:
- альбом-каталог «Невостребованная архитектура. Из проектов омских архитекторов разных лет» (Омск, 1995);
- альбом-каталог «Омский областной музей изобразительных искусств» (в сборнике Русская живопись ХVIII — ХХ веков; в соавторстве с Н. П. Тороповой, Л. В. Чуйко, Л. К. Богомоловой, Москва, 2004);
- альбом «Адрес музея: Дворец. От картинной галереи к музею изобразительных искусств» (Омск, 2005);
- альбом-каталог «Виктор Молл (1901—1989). Живопись. Рисунок. Печатная графика. Текстиль». (Омск, 2006);
- альбом-каталог «Сибирский пейзаж в творчестве А. Н. Либерова» (Омск, 2006);
- монографии «Стиль модерн в архитектуре Омска» (Омск, 2007), «Неоклассицизм в архитектуре Омска 1910-х годов» (Омск. 2009), «Эклектика в архитектуре Омска второй половины XIX—XX веков» (Омск, 2011);
- альбом-каталог «Мое любимое дело — искусство, и все мои стремления в нём. К 100-летию А. Н. Либерова» (Омск, 2011);
- альбом-монография «Евгений Дорохов. Живопись, графика, концептуальный проект» (Омск, 2013) и другие.

## Награды
- Заслуженный работник культуры Российской Федерации (2006)[2]
- Лауреат и дипломант Российского фестиваля «Зодчество» (Москва, 1993, 1994, 1996, 1997, 1999)
- Почётная грамота Губернатора Омской области (1999)
- Грамота Управления культуры Администрации области за развитие музейного дела (Омск, 1999, 2001)
- Почётная грамота Министерства культуры Российской Федерации (2001)
- Благодарственное письмо Губернатора Омской области (2004)
- Благодарственное письмо Министра культуры Омской области (2006)
- Золотой диплом лауреата международного фестиваля архитектуры, дизайна и искусства «Сибирская пирамида» (Омск, 2008)
- Медаль и диплом лауреата региональной художественной выставки «Сибирь-10» (Новосибирск, 2008)
- диплом Союза художников России за успехи в творчестве и содействие развитию изобразительного искусства России (2012)
- Лауреат (2013), золотая медаль (2013), победитель (2016), призёр (2017) регионального конкурса «Лучшее художественное произведение года» в номинация «искусствоведение» (Омск);
- Медаль Союза архитекторов России за выдающийся вклад в архитектурную науку имени А. В. Иконникова (2016)

Награды РАХ
- Благодарность Регионального отделения УСДВ РАХ в г. Красноярске за участие в выставке Енисей-Сибирь-великие реки сибирского искусства (2011)